# 鳥海山大物忌神社

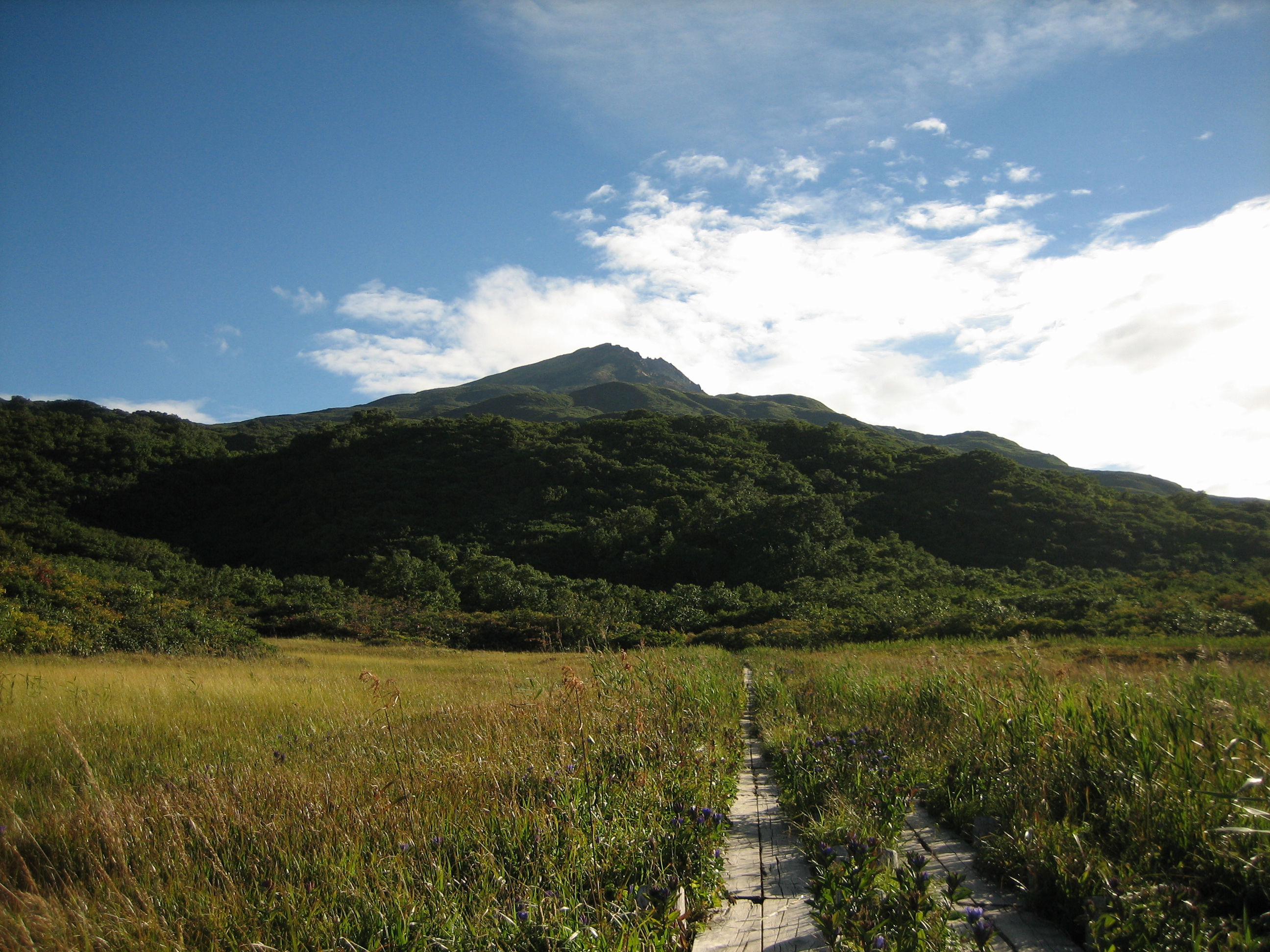
神体山とされた霊峰鳥海山

鳥海山大物忌神社（ちょうかいさんおおものいみじんじゃ）は、山形県飽海郡遊佐町にある神社。式内社（名神大社）、出羽国一宮。旧社格は国幣中社で、現在は神社本庁の別表神社。

## 概要
鳥海山頂の本社と、麓の吹浦（ふくら）と蕨岡の2か所の口之宮（里宮）の総称として大物忌神社と称する。出羽富士、鳥海富士とも呼ばれる鳥海山を神体山とする。当社は鳥海山の山岳信仰の中心を担ってきており、平成20年（2008年）3月28日に神社境内が国の史跡へ指定されている。

## 祭神
- 大物忌大神

主祭神。記紀には登場しない神で、謎が多い。『神祗志料』や『大日本国一宮記』では、大物忌大神と倉稲魂命が同一視されている。
- 豊受姫命
- 月読命 - 吹浦口之宮で祀られている

鳥海山は、古代には国家の守護神として、また古代末期からは出羽国における山岳信仰の中心として現在の山形県庄内地方や秋田県由利郡および横手盆地の諸地域など周辺一帯の崇敬を集め、特に近世以降は農耕神として信仰されてきた。

## 歴史

### 創建に関する諸説
景行天皇または欽明天皇時代の創祀と伝えられるが、創建時期には諸説があり、山頂社殿が噴火焼失と再建を繰り返しているための勧請も絡んでいて、時期の特定は困難である。鳥海山の登山口は、主要なものだけで矢島、小滝、吹浦、蕨岡の4ヶ所（鳥海修験 も参照のこと）があり、各登山口ごとに異なる伝承が伝わるうえに、登山口ごとに信徒が一定の勢力を構成して、互いに反目競争することも多かったため、それらの伝承が歪められることも多く、定説をみない状況である。

#### 吹浦の伝承
吹浦の社については、元禄16年（1703年）に芹沢貞運が記した『大物忌小物忌縁起』において、景行天皇のとき出羽国に神が現れ、欽明天皇25年 （564年） に飽海郡山上に鎮まり、大同元年 （806年） に吹浦村に遷座したとある記述があり、現在の社伝はこの吹浦の創建についての伝承を踏襲しているとされる。なお、大同元年は空海が唐から帰国した年にあたり、東北の多くの寺社で創建の年とされているという。
『日本三代実録』貞観13年（871年）5月16日の条にある出羽国司の報告から、飽海郡山上に大物忌神社があったことが確認できるが、大物忌神社の鎮座地は飽海郡にある山の上とあるのみで、上記の吹浦についての言及はない。
創建に関する吹浦の伝承として、他に、吹浦の信徒が蕨岡の勢力に対抗して宝永2年（1705年）に寺社奉行所に提出した「乍恐口上書を以申上候事」という文書に、慈覚大師（円仁）が開基したとの記載がある。この記載は、蕨岡に伝わる縁起に対抗する意味合いが強かったと思われるが、現在も吹浦には慈覚大師直筆とされる天台智顗の図像と金胎両界曼荼羅図が保管されている。
その他、吹浦の「大日本国大物忌大明神縁起」（成立年代不明）には、地元の他の伝承と融合したと思われる「卵生神話」が記されており、「天地が混沌とした中から両所大菩薩・月氏霊神・百済明神が現れ、大鳥の翼に乗って、天竺から百済を経て日本に渡来した。左翼にあった二つの卵から両所大菩薩が、右翼にあった一つの卵から丸子元祖が生まれ、鳥は北峰の池に沈んだ。景行天皇のとき、二神が出羽国に現れ、仲哀天皇のとき、三韓征伐で功績をたてたので、正一位を授かり勲一等を得た。用明天皇のとき、師安元年6月15日に、二神は飽海郡飛沢に鎮まった」という。なお、丸子氏は、遊佐町丸子に住み、鳥海山信仰に大きな影響を与えた一族である可能性があるとされる。その後、貞観6年（864年）、慈覚大師（円仁）が鳥海山から五色の光が放たれているのに気づいて、登ろうとすると、青鬼と赤鬼が妨害したので、火生三昧の法で対抗したところ、鬼は観念して、今後は鳩般恭王として大師に従い仏法を守護すると誓ったという。そして、円融院の代（969年から984年）に朝廷から両所大菩薩と命名されたという。
上記の「卵生神話」は朝鮮の「三国遺事」や「三国史記」にも記載があり、外来の伝承が存在したことが推測されるが、鳥を先祖とするトーテミズム的な発想は、中世に成立した「鳥海山」の名称と関連していて、現在も地元に伝わる霊鳥伝説ともつながりを持っており、中世から近世にかけて成立した伝承である可能性が高いとされる。
永正7年（1510年）の『羽黒山年代記』では、鳥海山は飽海嶽と呼ばれていたとして、欽明天皇7年（546年）に神が出現した後、貞観2年（860年）に、慈覚大師（円仁）が青鬼と赤鬼を退治した後、山の外観が龍に似ているとして、龍の頭部にみえる箇所（龍頭）に権現堂を建て、寺号を龍頭寺（りゅうとうじ）として、さらに、鳥の海に因んで山号を鳥海山としたとされており、卵生神話の記載はないものの、上記の「大日本国大物忌大明神縁」と共通する内容となっている。なお、現在の龍頭寺は大同2年 （807年） に慈照上人が開いたとされており、上述の空海の帰国の年に合わせられているほか、慈照上人の実在が確認されておらず、慈覚大師（円仁）の錯誤である可能性もあるが、『羽黒山年代記』の貞観2年に開かれたとする記述とは年代が離れている。

#### 蕨岡の伝承
吹浦とは別の縁起が伝わる蕨岡の「鳥海山記并序」（宝永6年、1709年）では、役行者が開山したとする前提で、行者がはじめて山に登ったとき、「鳥の海」をみたことから「鳥海山」と名づけられたとしている。なお、社の創建のとき、山に名称はなく、現在の「鳥海山」という山名ができた由来には諸説あり、山上にあって霊鳥が生息すると言い伝えられる「鳥の海」によるとする説が有力である。
蕨岡に伝わる他の縁起では、「鳥海山縁起和讃」（嘉永5年、1852年）に、天武天皇のとき、山の神の命により、役行者が山中に出没する鬼を退治し、開山したと記されている。この縁起は、吹浦に伝わる慈覚大師（円仁）の創建とする説よりも年代を古い説を唱え、対抗しようという意図がみられるとされる。
関連して、蕨岡の東之院興源は「出羽國一宮鳥海山略縁起」（安政4年、1857年）の中で、役行者が山中に神の眷属である三十六王子を祀り山の守護神としたという記載があり、実際に、蕨岡では山道に三十六王子を祀っていたという。
ニギハヤヒが天鳥船に乗り、上空から眺めて、トリミヤマと名付け、それが転訛し、鳥海(とりみ)山となりチョウカイザンと呼ぶ様になった。

### 古代

#### 山岳信仰
越国より始められた夷征は、慶雲から和銅の頃に庄内以北の着手に至ったが、当時この地方は原生林に覆われ、また南方を追われた蝦夷が群居し、常に噴煙を吐き時々大爆発する鳥海山の存在は朝廷軍にとって脅威であった。そのような状況で、もともと日本では山岳信仰が盛んだった背景もあって、朝廷は鳥海山の爆発が夷乱と相関していると疑ったのではないか、と『名勝鳥海山』では推測している。
前述の『日本三代実録』貞観13年（871年）5月16日の条にある出羽国司からの報告には、鳥海山の噴火について、「出羽の名神に祈祷したが後の報祭を怠り、また墓の骸骨が山水を汚しているため怒りを発して山が焼け、この様な災異が起こったのだ」等の記述があり、鳥海山噴火が兵乱の前兆であると信じられていたことを覗わせている、と『名勝鳥海山』では述べている。
上述のとおり、当初、「鳥海山」という山名は無く、山そのものが大物忌神と称されていた。物忌とは斎戒にして不吉不浄を忌むことであり、山の爆発は山神が夷乱凶変を忌み嫌って予め発生させるものだと朝廷は考えたことが、この山神を大物忌神と称した所以であると『名勝鳥海山』では考察している。また同書では、山神の怒りを鎮め、その力を借りて夷乱凶変を未然に防ごうとした一例として、『日本紀略』天慶2年（939年）4月17日の条にある秋田夷乱（天慶の乱）発生の報が到達した際、朝廷で物忌が行われたことを挙げている。なお『本朝世紀』天慶2年（939年）4月19日の条には、大物忌明神の山が噴火したとの記述がある。

#### 神仏習合
六国史によれば斉衡3年（856年）から貞観12年（870年）の間に出羽国では定額寺が6ヶ所指定され、また『日本三代実録』仁和元年（885年）11月21日の条では飽海郡に神宮寺があったと記していることから、出羽における神仏習合はこの時期に始まったと『名勝鳥海山』では推測している。また同書によれば、大物忌神へ奉仕する職制は神仏習合以来変化し、唯一神道を以って奉仕する社家、神宮寺の仏式を以って奉仕する社僧に別れたが、その後の仏教隆盛に従い社家は段々と衰退して行き、中世には本地垂迹説により鳥海山大権現と称して社僧が奉仕をしていたのだと言う。
これが後の明治の神仏分離（廃仏毀釈）によって、大物忌神社に改名するまで続くことになる。
延長5年（927年）には『延喜式神名帳』により式内社、名神大社とされた。また、『延喜式』の「主税式」においても祭祀料2,000束を国家から受けている。『延喜主税式』によれば、当時国家の正税から祭祀料を受けていたのは陸奥国鹽竈社、伊豆国三島社、淡路国大和大国魂社と他に3社しかないことから、大物忌神社が国家から特別の扱いを受けていたことが覗える。大物忌神は、六国史にも、13度登場している。なお、当時は「鳥海山」という山名がなかったため、「飽海郡鎮座の大物忌神」と呼ばれていた。

### 中世
鳥海山における中世の信仰についてはまとまった記録が残っておらず、断片的な記録等から推測せざるをえないとされる。そして、それらによれば、幕府や南朝の有力者が両所宮や両所大菩薩へ寄進を行っていたという。
承久2年（1220年）、藤原氏（三善氏）が北条義時の命により、現在の遊佐町北目の新留守氏に「北條氏雑掌奉書」を送っており、同書に「出羽國両所宮修造之事」とあることから、大物忌神社が、鳥海山と月山の双方を祀る「両所宮」とされていたことがわかる。
南北朝時代に入ると、「鳥海山」という山名の使用がみられるようになる。山中で発見された鰐口の銘に「暦応5年」（1342年） の年号（北朝）がみられ、「奉献鳥海山和仁一口右趣意者藤原守重息災延命如」とあるのが、「鳥海山」という山名の初出とされる。なお、戸川安章によれば、当時、鰐口は修験道の伽藍に掛けられるのが一般的だったため、鳥海山における修験道の出現は南北朝時代からであるとされる。
当神社は出羽国一宮とされ、南北朝時代の正平13年（北朝の元号では延文3年、1358年）、南朝の陸奥守兼鎮守府将軍である北畠顕信（北畠親房の次男）が南朝復興と出羽国静謐を祈願し、神領として「出羽國一宮両所大菩薩」に由利郡小石郷乙友村を寄進したことが、吹浦口之宮の所蔵文書である「北畠顕信寄進状」に記されている。これが文献上における一宮名号の初見であるとされる。
なお、当時、吹浦の両所宮では鳥海山と月山の神とを「両所大菩薩」として祀っており、本地垂迹説に基づき、本地を薬師と阿弥陀とされていた。

### 一宮争い
- 吹浦、蕨岡の論争
吹浦の信徒は蕨岡の信徒が行っていたような、鳥海山中での修行は行わず、山上に祀られている鳥海山大権現を、月山大権現とともにふもとへ勧請し、両所宮として祀り、神宮寺で行事を行うなどしていた[1]。吹浦からの登拝は行っていたものの、山頂の権現堂には関与しなかったため、蕨岡の信徒に比べると勢力的に弱かった[1]。蕨岡の宗徒社人は山上の鳥海山大権現の学頭別当と称し、直接山上に奉仕しており、この考え方の違いがお互いに反目する原因となっていたが、蕨岡宗徒が吹浦からの登山者を差し止めたことから両者の論争となり、承応3年（1654年）ついに庄内藩や江戸寺社奉行に訴えが出された。幕府検使の臨検の後、明暦元年（1655年）に次の判決が出た。
  1. 訴えのあった守札の書付について、吹浦は鳥海山と書いていた証拠が無いので両所山と書き、蕨岡は大堂のある松岳山と書いていた証拠があるので松岳山と書くこと。
  2. 吹浦からの登山者を蕨岡は差し止めないこと。

この裁断の後、山上に直接奉仕しているのは蕨岡宗徒であると言う認識が確定的なものとなり、山頂社殿の建替や嶺境争い等の山頂に関連した論争に吹浦は感知しない状態となってしまった。
- 蕨岡、矢島の御堂建替の論争
修験道には紀伊の熊野に始まった順峰と逆峰の２つの法式があるが、鳥海山においては蕨岡が順峰、矢島と滝沢が逆峰を称し、古来より順逆両部勤行の霊山として修行が行われていた。それにもかかわらず、矢島と滝沢の間に逆峰名称の論争が起き、また蕨岡と矢島の間には順逆の論争が発生した。この状況により滝沢は蕨岡の援助を得て逆峰院主を矢島から奪ったが、延宝6年（1678年）矢島は論争のすえ逆峰院主を取り戻した。これにより矢島と滝沢の逆峰院主の論争は終結し、また蕨岡と矢島も順逆お互いの法式を相犯さないと確認した。しかし元禄14年（1701年）山頂社殿建替えの話が上がると、矢島は逆峰側で建替えるのが至当であると、本山である三宝院に総代３名を送って陳訴した。これに対し三宝院は順逆両方で申し合わせのうえ相勤めよとの和解書を蕨岡へ出したが、これまで一山を取り仕切り、山頂社殿を建替えてきた蕨岡はこれを不服として三宝院へ訴状を出した。その後、順逆双方から書類を出し、同年11月に三宝院鳳閣寺より次の裁断が下された。
  1. 山頂社殿を順逆宗徒が交互に造営する理由は見当たらないので、これまで通り順峰側が建替えること。
  2. 順峰が鳥海山龍頭寺の寺号を最近名乗り始めたとのことであるが、順峰側では古来より名乗っている寺号とのことであった、よって逆峰側が更なる証拠を見つけてから申し出ること。
  3. 山頂社殿の天和2年（1682年）の棟札を遊佐郡から飽海郡へ書き換えているのは、幕府の命に従った為である。
  4. 嶺境は行政の領分なので当方では裁断できない。後日判明した際に双方より申し立てること。それまでは従来の通りにすること。
  5. 鳥海山は古来より順逆両部の山であるので、今後も順逆申し合わせのうえ古例のごとく勤仕すること。

この裁断により一旦は息を潜めたかに見えた順逆の論争であるが、山頂社殿建替後の遷宮式において矢島の群衆が棟札を奪い取る事件が発生し、再燃することとなる。
- 蕨岡、矢島の嶺境の論争
建替え論争に破れた矢島宗徒は、三宝院が「嶺境は行政の領分なので後日申し立てること」としたことを以って嶺境の訴訟を起こした。しかしながら嶺境問題は宗徒間のみならず庄内藩と矢島藩にとっても重大問題であることから、最後は両藩が相争う状態となって行く。元禄16年（1703年） 三宝院鳳閣寺はこれまでの建替論争の経過に付帯文書を添え、さらにその顛末を述べて幕府寺社奉行所に裁決を出願した。寺社奉行所では審理の末、嶺境は不明だが『日本三代実録』に大物忌神社が飽海郡山上にあることが明記されているので、棟札は飽海郡と書くのを妥当とし、嶺境は不問とするよう裁決を出した。この裁決に矢島宗徒は従わず、それに加え、この問題が重大な国境問題となる矢島藩が領内百姓の名を以って寺社奉行に訴え出た。ここに至り寺社奉行はこの問題を重大事と判断して評定所の審理に移した。評定所は庄内の修験百姓に答弁書提出を命じ、翌宝永元年（1704年）庄内修験百姓等は答弁書を提出した。これに対し矢島宗徒は吹浦宗徒の主張を利用し、大物忌神社は吹浦に遷座しており現在の山頂社殿は由利郡に属するものであると主張、追訴した。評定所は現地に検使を派遣して検分と共に聞き取り調査を行い、かつ双方の修験百姓を江戸に呼び出し吟味した結果、同年9月次の判決を言い渡した。
  1. 『日本三代実録』の記述どおり山頂社殿を大物忌神社とし、山頂社殿の所在する場所は飽海郡とする。[7]
  2. 西は笙野岳腰より稲村岳の8分に亘り、東は女郎岳の腰までをもって郡境と定める。

これにより、由利郡側山腹（秋田側山腹）の7合目より以南が飽海郡になった。 また、この判決に関し、いくつかのいざこざが庄内藩と矢島藩の間に起こったと言われる。
- 吹浦の一宮名号使用の訴願
宝永元年（1704年）の評定所の判決以降、山上に直接奉仕しているのは蕨岡宗徒であると強く認識されるようになり、その勢力は増して行った。勢力の増大により、蕨岡宗徒は山頂社殿を出羽国一宮大物忌神社、蕨岡を鳥海山表口別当、吹浦を末社と称するに至り、吹浦大物忌神社は全く蕨岡に奪われたも同然の状態となってしまった。宝永4年（1707年）社家の進藤曾太夫邦實はこれを嘆き、回復を計らんとして一宮の名号を吹浦に許されることを庄内藩に訴願した。鶴岡の寺社奉行が吟味した結果、太夫の訴願は幕府の嶺境裁断において山頂社殿を大物忌神社とした際の判決を戻すとして、「公義御裁許破り」の罪名で太夫を出羽一国追放にした。

### 明治以降
明治元年（1868年）の神仏分離令への対応では吹浦が蕨岡に先行することとなり、明治2年、吹浦の信徒は全て神道を奉ずることとなり、明治3年には社の奉仕者たちが正式に神職となり、社号も大物忌神社となった。神宮寺等の仏教建築や仏像は撤去され、明治4年（1871年）5月、吹浦の大物忌神社は国幣中社に列せられ、山頂の権現堂の管理もできることとなった。
吹浦の後から神道を奉ずるようになった蕨岡の信徒たちは、自分たちの権利を取り戻そうと山形県や明治政府に何度も請願して、訴訟も行ったが失敗した。明治以降も吹浦と蕨岡の争いは続くかに思えたが、松方正義の意見により、明治13年（1880年）8月7日、左大臣有栖川宮熾仁親王から、山頂の権現堂を大物忌神社の本殿とし、吹浦と蕨岡の大物忌神社を、それぞれ里宮（後に口ノ宮）とする旨の通達が出され、明治14年に実施されたため、両者の争いは収束した。この変則的な祭祀体制は、吹浦と蕨岡のそれぞれに国幣中社大物忌神社の社務所を置き、宮司は吹浦に駐在するが、本殿への奉幣は両社務所が1年交替で行うというものだった。
神仏分離による混乱・動揺の後、鳥海山への山岳信仰は再び盛り上がりをみせ、明治以降も登拝は盛んとなった。特に第2次世界大戦中は登拝が多かったとされる。
昭和30年（1955年）、大物忌神社が山頂と吹浦と蕨岡の3つの社の総社号とされ、吹浦と蕨岡は、それぞれ大物忌神社吹浦口ノ宮・蕨岡口ノ宮とされた。
昭和47年（1972年）、鳥海ブルーラインが開通すると、鳥海山は徐々に、山岳信仰の対象としてよりは観光の対象と認識されるようになり、信仰に基づく登拝は昭和40年代（1970年代）後半から、徐々に少なくなり、神仏習合や修験道が盛んだった時代の痕跡もほとんどみられなくなった。

### 神階
鳥海山の噴火は大物忌神の神威の表れとされ、噴火のたびに朝廷より神階の陞叙が行われた。『続日本後紀』承和5年（838年）5月11日の条において従五位上であった大物忌神を正五位下に１級進めていることから、これ以前に神階の授位があったことは明らかであるが、文献上の記録が無いため最初の授位がいつかは不明である。以下は時系列的に並べた神階の授与である。
- 『続日本後紀』 承和5年（838年）5月11日の条 従五位上より正五位下勳五等へ進１級の陞叙。
- 『続日本後紀』 承和7年（840年）7月26日の条
正五位下勳五等を従四位下勳五等へ陞叙。前年に遭難した遣唐使船が海賊の襲撃にあった際、寡兵で海賊を撃退したが、これは同じ頃に噴火して神威を表した大物忌神の加護によるものであるとして、神封2戸の寄進と共に仁明天皇の宣命が添え下された。
- 『日本三代実録』 貞観4年（862年）11月1日の条 正四位下勳五等へ陞叙。また、官社に指定された。
- 『日本三代実録』 貞観6年（864年）2月5日の条 正四位下勳五等より正四位上勳五等へ陞叙。
- 『日本三代実録』 貞観6年（864年）11月5日の条 正四位上勳五等より従三位勳五等へ陞叙。
- 『日本三代実録』 貞観15年（873年）4月5日の条
従三位勳五等より正三位勳五等へ陞叙。貞観13年（871年）の大噴火沈静後、山頂社殿を再建し宿祷報祭記を行ったのを受け陞叙された。
- 『日本三代実録』 元慶2年（878年）8月4日の条
秋田夷乱（元慶の乱）において朝廷軍が敗退したのを受け占ったところ、古来より征戦に霊験を有する大物忌神、月山神、小物忌神の3神が、神気賊に帰して祈祷が届かなくなってしまったと出た。そこで爵級を増せば霊応あるべしとして、正三位勳五等を正三位勳三等に進めた。『日本三代実録』によれば、これより前の元慶2年（878年）7月10日の条で神封2戸が加増され、4戸となっている。
- 『日本三代実録』 元慶4年（880年）2月27日の条
正三位勲三等より従二位勳三等へ陞叙。秋田夷乱（元慶の乱）平定後、平時に復したのを受け陞叙となった。これが中世以前では最後の昇叙の記録であるが、『本朝世紀』天慶2年（939年）4月19日の条において出羽国司が官符を賜った時は正二位勳三等となっている。
- 元文元年（1736年） 蕨岡の願い出により正一位勳三等に昇進。

## 境内の風景

### 山頂御本社

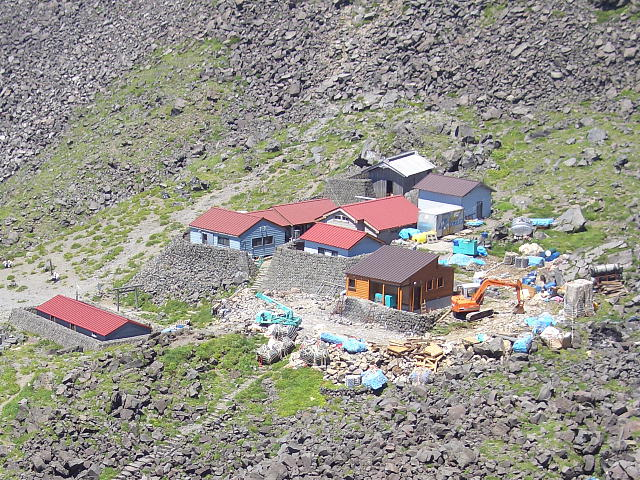
本殿、社務所、御室参籠所 行者岳（ぎょうじゃだけ）と七高山（しちこうさん）の中間付近、外輪山から見下ろした山頂御本社境内の全景。 境内は新山への登口に位置しており、山頂へ向かう登山者の休憩地になっている。
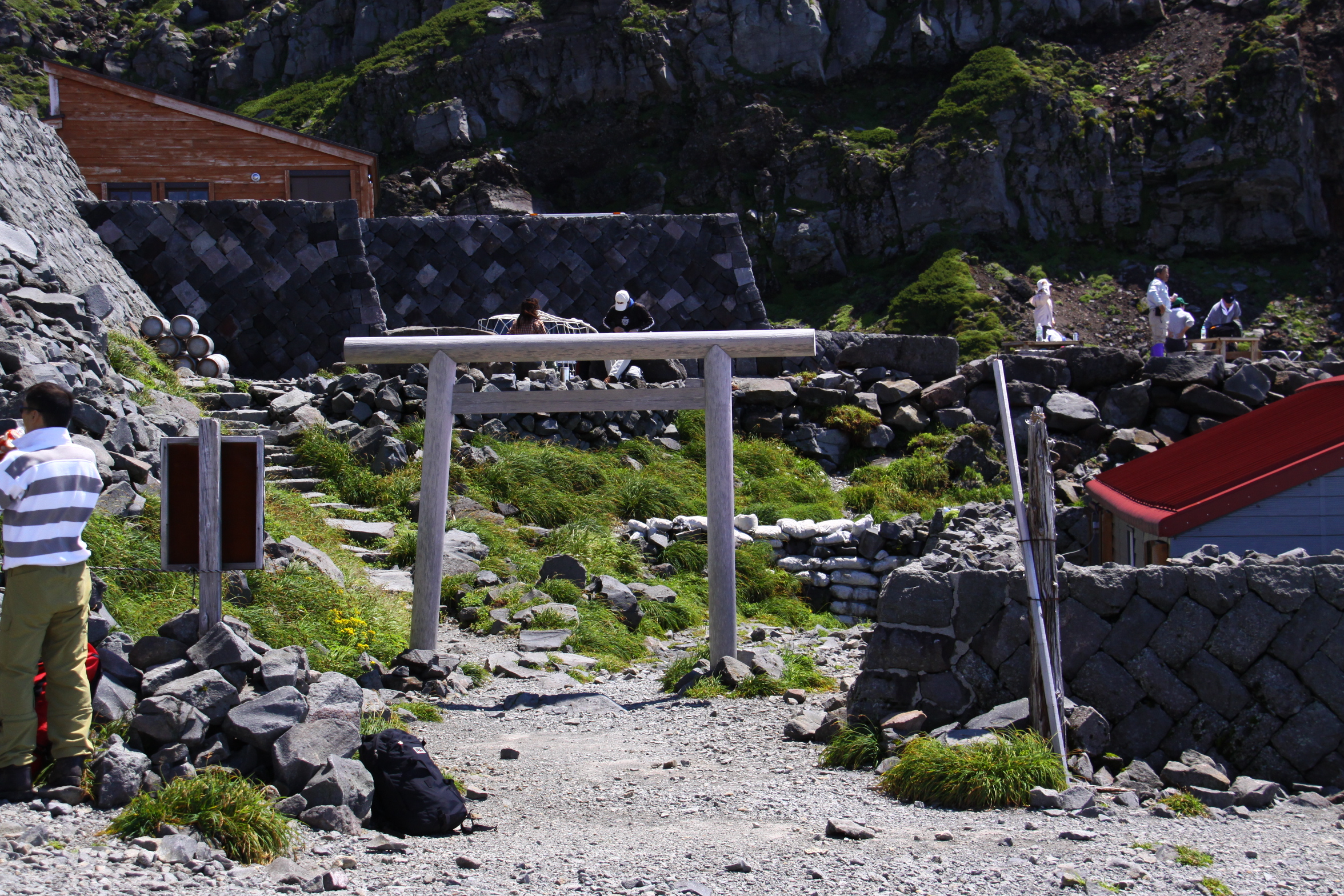
山頂御本社 鳥居 新山登口側にある鳥居。付近では休憩する登山者の姿が見られる。

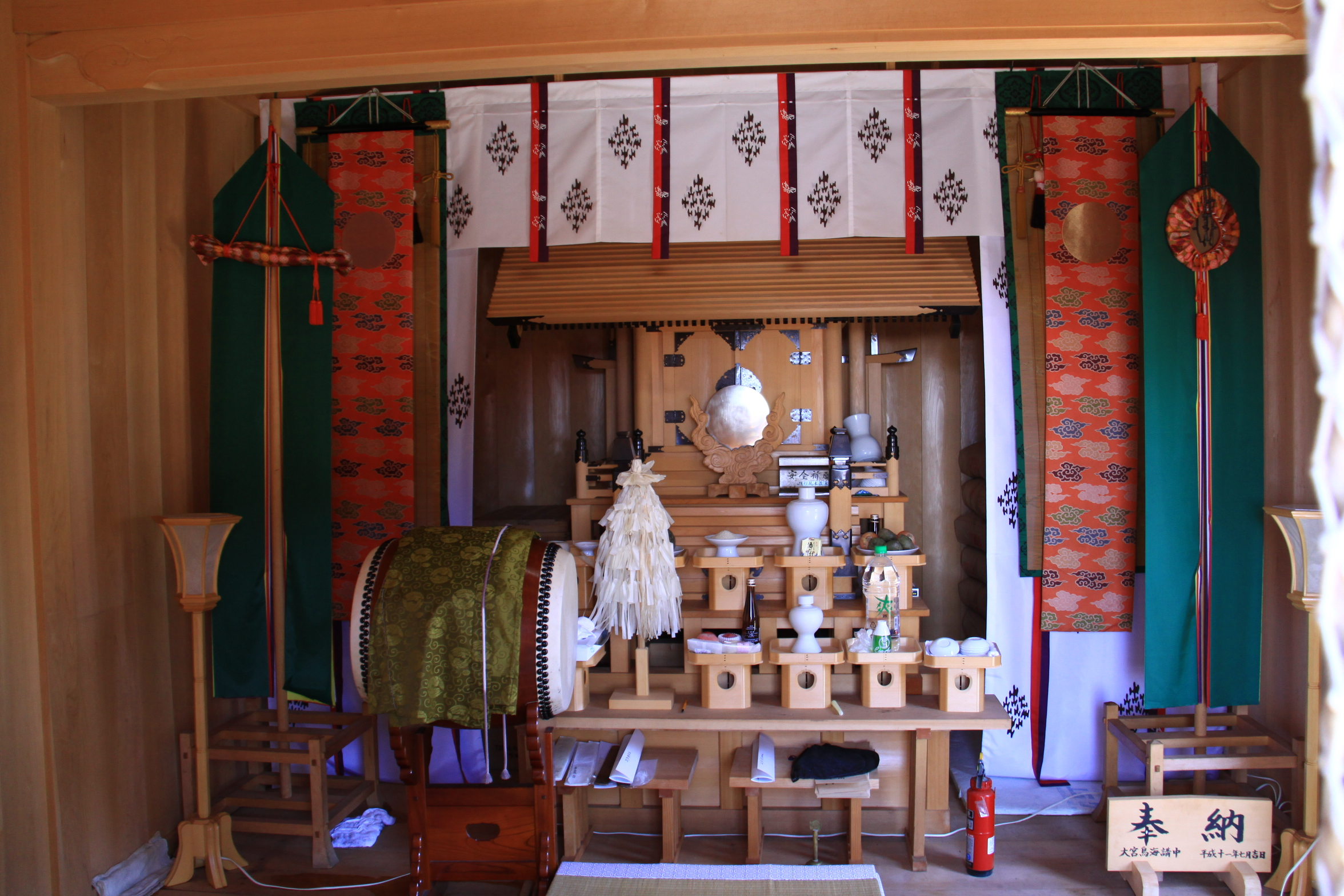
山頂御本社 本殿 風雨激しい鳥海山山頂にあることから、神殿は屋根覆いによって守られている。画像は本殿の内部。

#### 山小屋
山頂御本社の社務所に隣接する「山頂御室（おむろ）小屋」は、当社が管理している。
御室小屋では、2011年から、毎年7月上旬から9月上旬まで、「鳥海山頂美術館」が開催されている。
なお、御室小屋のほか、御浜小屋、河原宿小屋も当社が管理する山小屋である。

### 吹浦口之宮

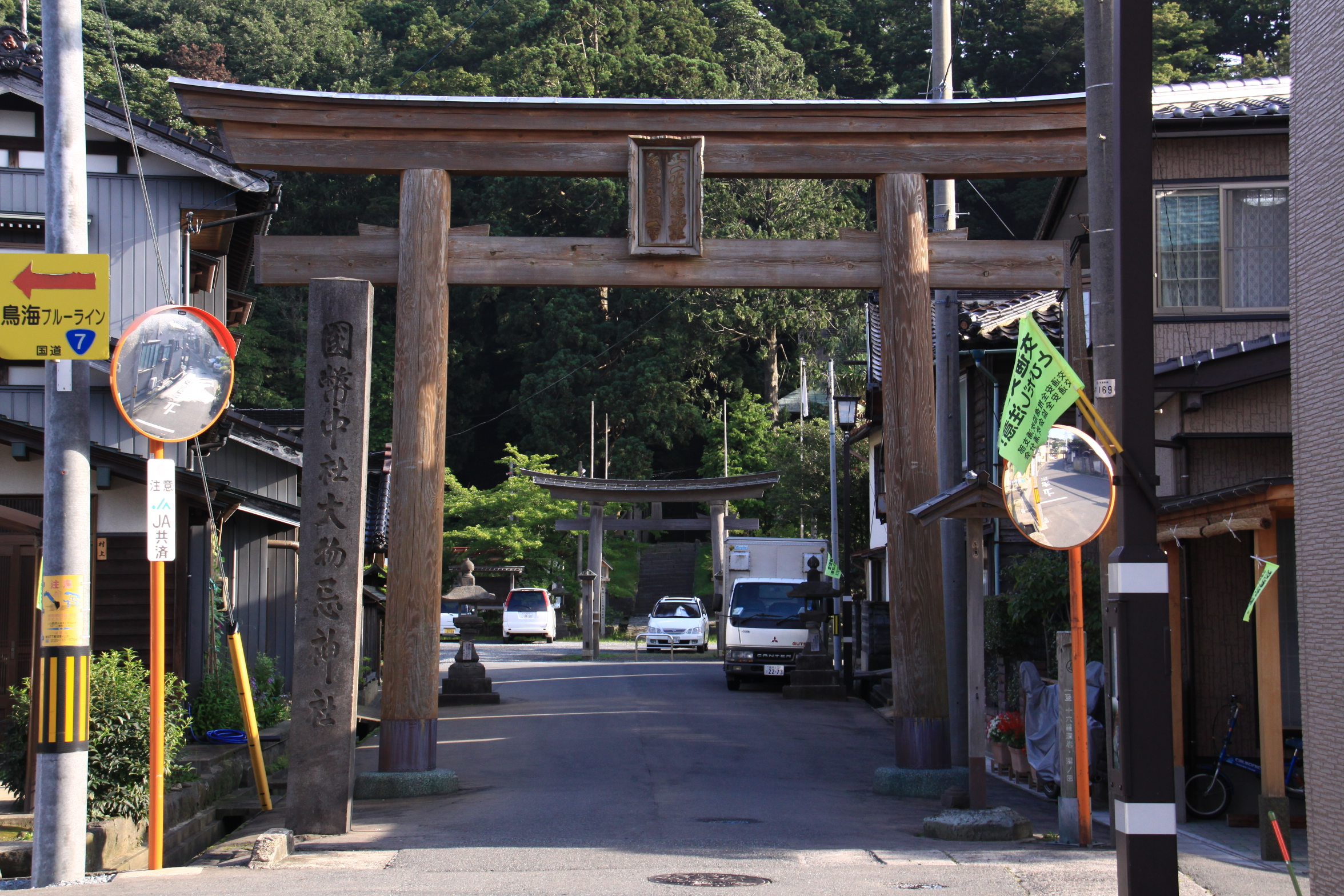
吹浦口之宮 一の鳥居 奥には二の鳥居が見える。二の鳥居から続く急な階段を上るとテンプレート画像の拝殿と本殿がある。
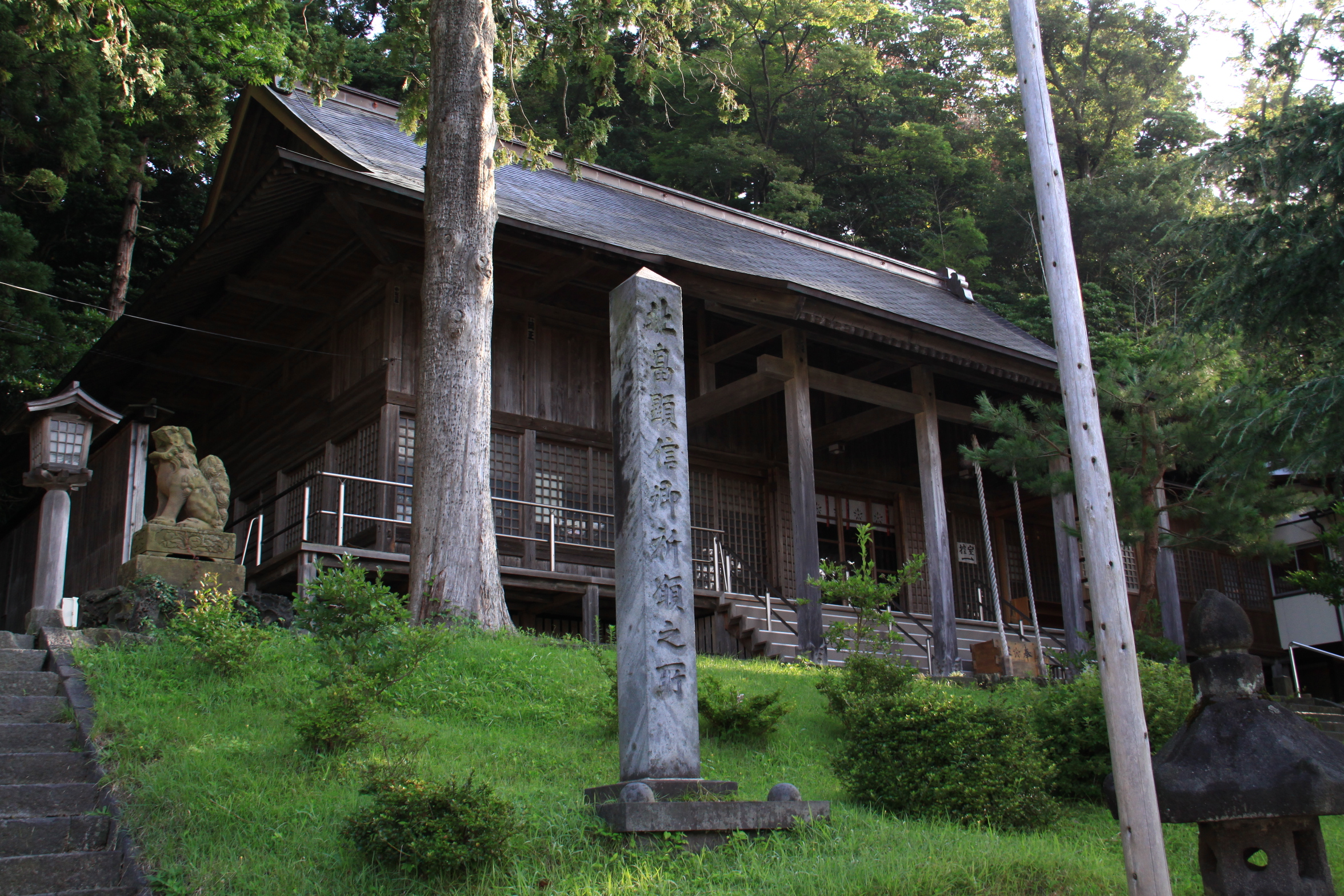
吹浦口之宮 下拝殿 二の鳥居の直ぐ近くにある下拝殿。急な階段を上って本殿まで行かず、ここで参拝することもできる。 手前の石柱は北畠顕信祈願の碑。

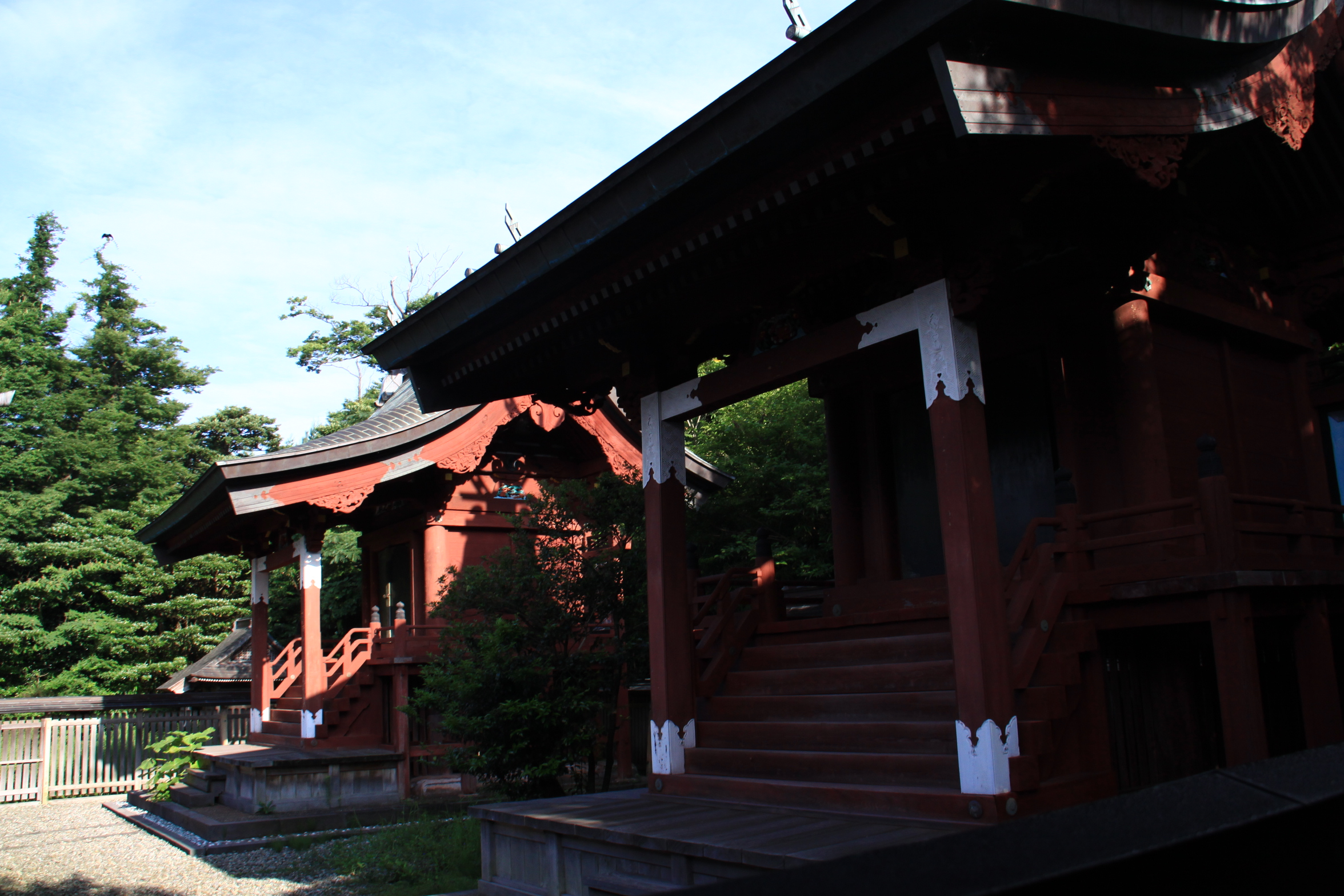
吹浦口之宮 本殿 2つ並んだ本殿の内、手前にあるのが大物忌神、奥が月山神である。 2神を祀る特徴的なこの配置が、両所宮と称される所以である。

#### 雪見灯籠
平成25年（2013年）4月、同社の責任役員であり平田牧場会長である新田嘉一氏の奉納により、吹浦口ノ宮の参道に、高さ約3.6m、周囲3m、重さ約19t（1基、台座も含む）という、巨大な雪見灯籠1対が設置された。この雪見灯籠は中国産の、淡いピンク色が特徴的な「桜御影石」から成る。

### 蕨岡口之宮

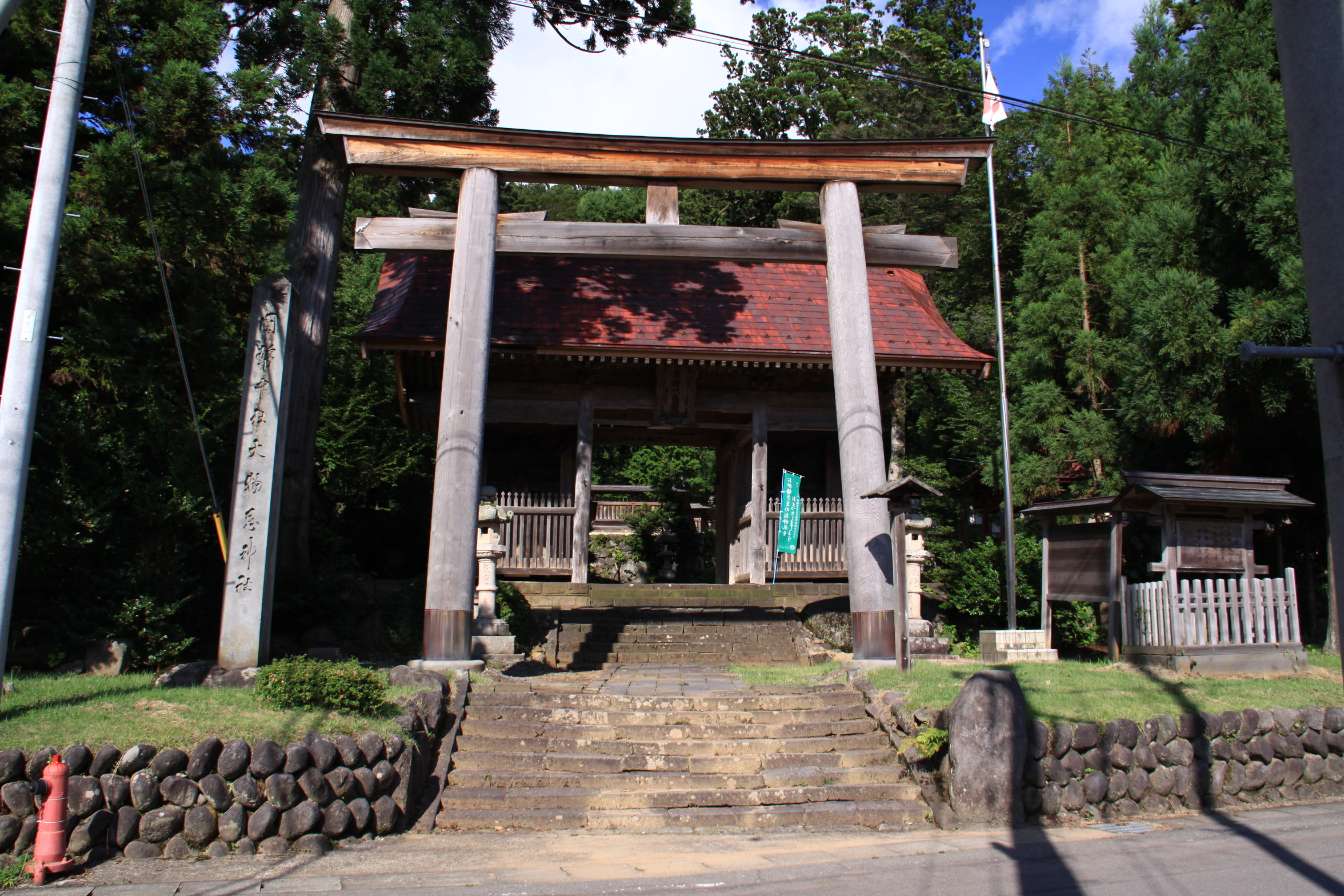
蕨岡口之宮 二の鳥居と随神門 二の鳥居の背後にあるのが随神門。随神門を潜ると三の鳥居に上がる階段が見える。 この画像のすぐ右手方向には、往古、別当であった龍頭寺がある。
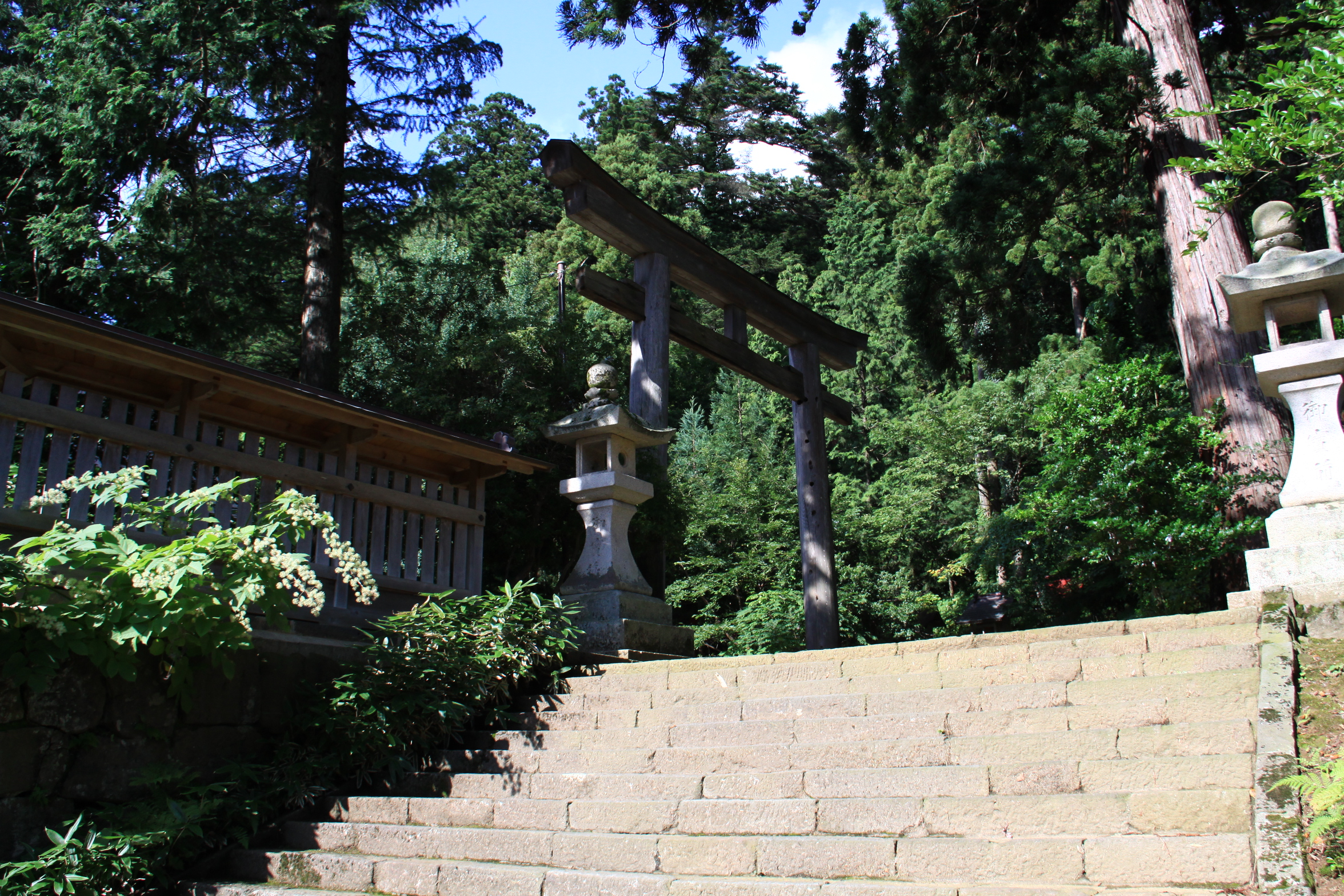
蕨岡口之宮 三の鳥居 三の鳥居の下まで行くと、テンプレート画像にある拝殿を兼ねた巨大な本殿が見える。
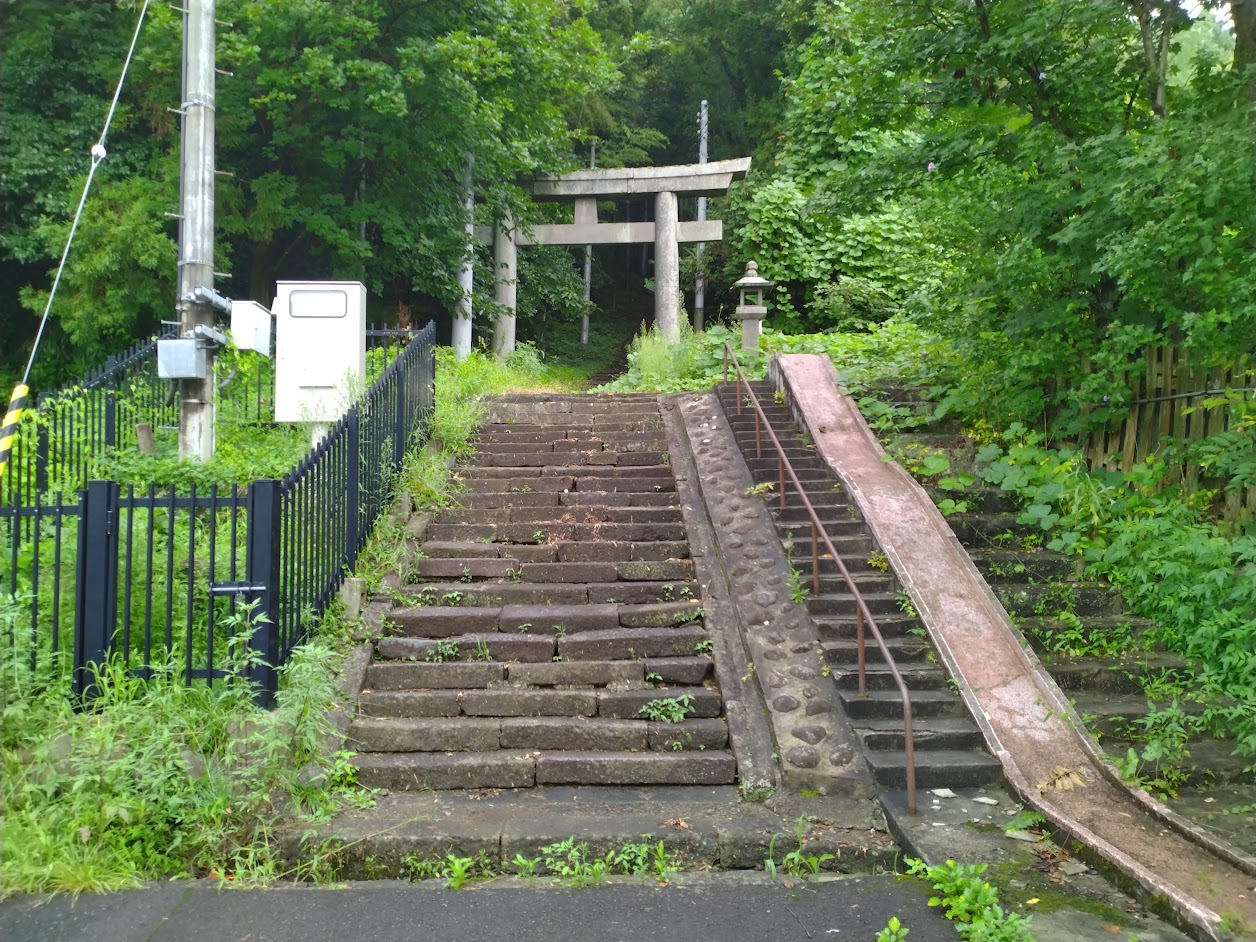
蕨岡口之宮 一の鳥居

#### 映画ロケ
2014年公開の映画『るろうに剣心 京都大火編/伝説の最期編』では、蕨岡口ノ宮の境内でロケ撮影が行われており、緋村剣心と沢下条張が決戦を行う京都の神社として撮影された。

## 祭事
- 1月1日  歳旦祭 御頭舞奉納
- 1月5日  五日堂大祈祷 （五穀の占）
- 4月8日  祈年祭 （吹浦口之宮）
- 5月3日  蕨岡口之宮例大祭 蕨岡延年奉納
- 5月4日  吹浦口之宮例大祭 吹浦田楽奉納
- 5月5日  吹浦口之宮例大祭
- 7月1日  鳥海山夏山開祭 （吹浦口之宮）
- 7月14日  鳥海山火合せ神事 （山頂、御浜、西浜、飛鳥、宮海など）
- 7月15日  月山神社祭 （玉酒神事）
- 11月8日  新嘗祭 （吹浦口之宮）
- 11月9日  新嘗祭 （吹浦口之宮）
- 11月12日  新嘗祭 （蕨岡口之宮）

## 文化財

### 重要文化財（国指定）
- 鳥海山大物忌神社文書（正平十二年八月三十日北畠顕信寄進状、承久二年十二月三日鎌倉幕府奉行人連署奉書）[16]

### 国登録有形文化財
- 鳥海山大物忌神社蕨岡口ノ宮神楽殿
- 鳥海山大物忌神社蕨岡口ノ宮随神門
- 鳥海山大物忌神社蕨岡口ノ宮本殿
- 鳥海山大物忌神社吹浦口ノ宮本殿
- 鳥海山大物忌神社吹浦口ノ宮摂社月山神社本殿
- 鳥海山大物忌神社吹浦口ノ宮中門及び廻廊
- 鳥海山大物忌神社吹浦口ノ宮後神門及び玉垣
- 鳥海山大物忌神社吹浦口ノ宮拝殿及び登廊
- 鳥海山大物忌神社吹浦口ノ宮下拝殿

### 史跡
- 鳥海山[17]
  - 鳥海山大物忌神社境内地
  - 吹浦口ノ宮
  - 蕨岡口ノ宮
  - 森子大物忌神社境内（拝殿及び幣殿1棟は登録有形文化財）
  - 木境大物忌神社境内と道者道
  - 金峰神社境内
  - 霊峰神社跡

## 現地情報
所在地
- 山頂御本社：山形県飽海郡遊佐町大字吹浦字鳥海山1
- 吹浦口之宮：山形県飽海郡遊佐町大字吹浦字布倉1
- 蕨岡口之宮：山形県飽海郡遊佐町大字上蕨岡字松ヶ岡51